# PLOS Neglected Tropical Diseases
PLOS Neglected Tropical Diseases est une revue scientifique à comité de lecture dédiée aux maladies tropicales négligées.